# Оуцзян
Оуцзя́н (кит. 瓯江) — река в Восточном Китае. Длина 338 км, площадь бассейна 17,9 тысяч км². Берёт начало в северо-восточных отрогах хребта Уйшань, протекает по горно-холмистой местности, впадает в залив Вэньчжоувань Восточно-Китайского моря, образуя эстуарий. Средний расход воды в нижнем течении 510 м³/сек, летние паводки. Используется для орошения. На реке Оуцзян расположены города Лишуй, Цинтянь, вблизи устья — морской порт Вэньчжоу.